# 보색
보색(complementary color, 補色)은 색상 대비를 이루는 한 쌍의 색상을 말한다. 일반적으로는 미술이나 인쇄에서 사용되는 감산혼합에 기반한 색상의 쌍을 보색이라고 하나 색 공간에 따라 서로 쌍이 되는 보색은 달라진다. 색상환에서 서로 마주 보는 색상이 보색이다. 보색을 사용하여 두 색상의 차이를 이용하는 것을 보색 대비라 한다.

## 색 공간과 보색
RGB 가산혼합의 경우 두 색의 혼합 결과가 흰색이 되는 두 색상의 쌍을 말한다. CMYK 감산혼합의 경우 두 색의 혼합이 검정 또는 '어두운 회 보라'가 되는 두 색상의 쌍을 말한다. HSV 색공간에서는 색상값 H에 대한 120도 대칭의 값을 갖는 두 색상의 쌍을 말하며 두 색의 혼합은 같은 명도값을 갖는 회색이 된다.

## 감산혼합과 보색
CMYK 색공간에서 색은 시안(Cyan), 마젠타(Magenta), 노랑(Yellow) 및 검정(blacK)의 농도를 나타내는 네 수의 순서쌍으로 나타낸다. 네 가지 원색 중 검정을 고려하지 않았을 때 감산혼합의 보색은 두 색쌍의 차가 (100,100,100,0)이 되는 것이므로 다음과 같이 나타낼 수 있다.
색상 A의 좌표 (C1,M1,Y1,0)에 대한 보색 색상 B의 좌표 (C2,M2,Y2,0)는
{\displaystyle C2=100-C1\,}, {\displaystyle M2=100-M1\,}, {\displaystyle Y2=100-Y1\,}

## 가산혼합과 보색
RGB 색공간에서 색은 삼원색을 기반으로한 RED, GREEN, BLUE의 세 채널의 값을 나타내는 세 수의 순서쌍으로 나타낸다. RGB 색공간의 보색은 두 색쌍의 합이 흰색(255,255,255)이 되는 것이므로 다음과 같이 나타낼 수 있다.
색상 A의 좌표 (R1,G1,B1)에 대한 보색 색상 B의 좌표 (R2,G2,B2)는
{\displaystyle R2=255-R1\,}, {\displaystyle G2=255-G1\,}, {\displaystyle B2=255-B1\,}

위 수식에 의한 보색 대비의 결과는 아래의 표와 같다.
| RGB 색공간 좌표와 보색 |               |
| 색상 1                 | 색상 2        |
| (255,0,0)              | (0,255,255)   |
| (255,127,0)            | (0,128,255)   |
| (0,255,0)              | (255,0,255)   |
| (0,0,255)              | (255,255,0)   |
| (0,0,128)              | (255,255,127) |

## 같이 보기
- 보색잔상